# Weilheim (Hechingen)
Weilheim ist ein Stadtteil von Hechingen im Zollernalbkreis in Baden-Württemberg (Deutschland).

## Geographie
Weilheim liegt etwa vier Kilometer westlich der Kernstadt. Die Gemarkungsfläche des Ortes beträgt 694 Hektar.

## Geschichte

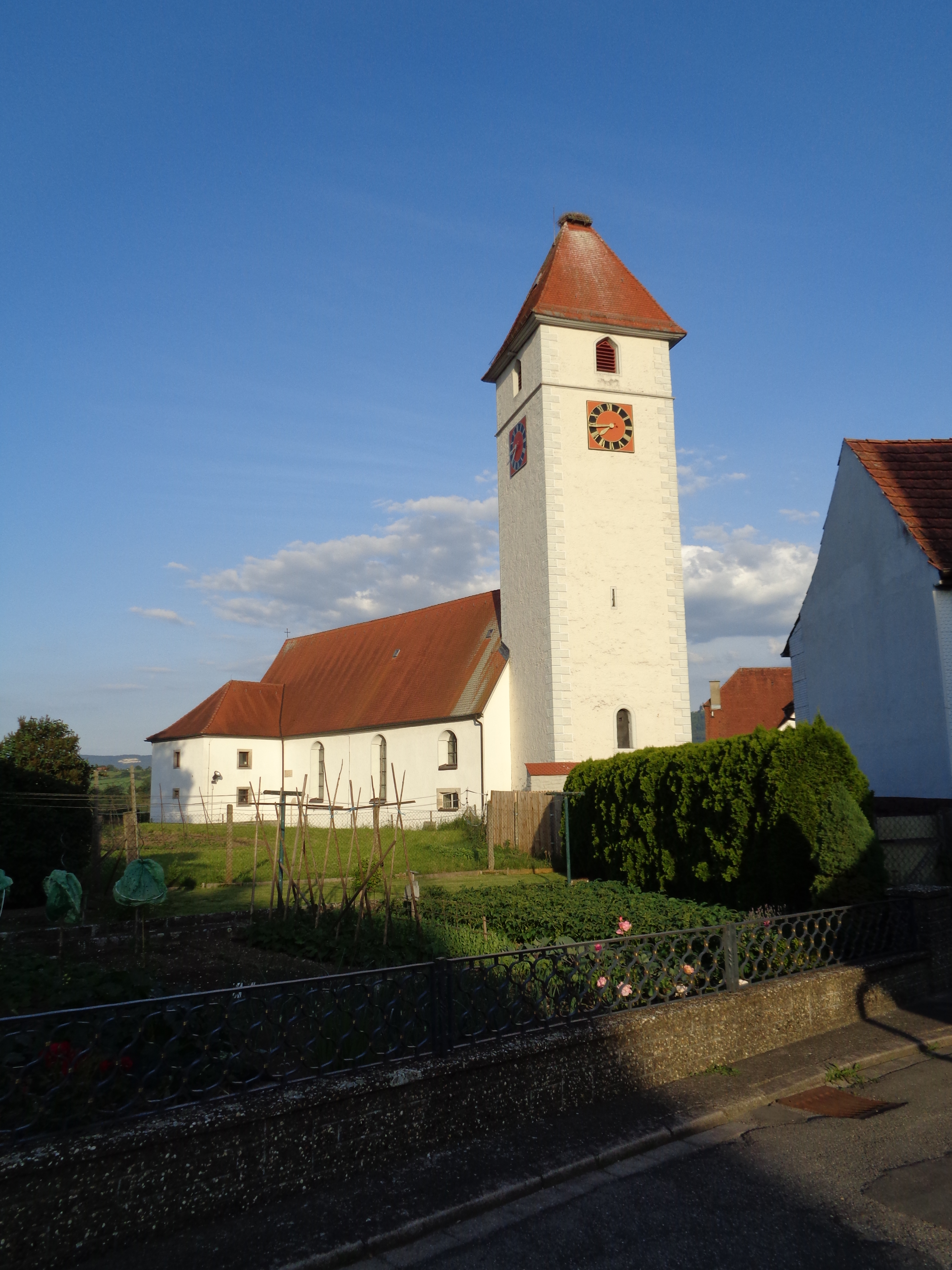
Pfarrkirche St. Marien

Weilheim wurde erstmals im Jahr 1275 erwähnt, es besaß schon früh eine Pfarrkirche mit altem Marienpatrozinium, zu der auch Grosselfingen und Wessingen gehörten. Das Dorf war immer zollerisch und hatte den Schutz der Grafschaft und der Burg Hohenzollern gegen Westen zu übernehmen. Daher rührt der ausgesprochene Wehrcharakter der Kirche Mariä Heimsuchung und des Friedhofs.
Bei der Gebietsreform in Baden-Württemberg wurde Weilheim am 1. April 1972 in die Stadt Hechingen eingegliedert.

## Verkehr
Öffentlicher Nahverkehr wird durch den Verkehrsverbund Neckar-Alb-Donau (naldo) gewährleistet. Der Stadtteil befindet sich in der Wabe 332.

## Sport
Weilheim hat ein Sportverein, der 1963 gegründet wurde. Der SV Weilheim 1963 e. V. spielt in der Kreisliga.